# Вторая холерная пандемия
Вторая холерная пандемия — взрывное распространение холеры на значительные территории за пределы эндемичной территории Индии в течение 1826—1837 годов через Западную Азию до Европы и Америки, а также на восток до Китая и Японии. Её распространение произошло преимущественно на те же территории, как и во время первой пандемии, однако произошло определённое распространение на Восточную Азию, чего не было раньше. Некоторые ученые считают, что вторая пандемия продолжалась вплоть до 1851 года.

## Распространение пандемии
В 1826—1828 годах холера распространилась на восток от Индии, в Китай, Индокитай, а также на северо-запад в Афганистан, Хиву и Бухару.
В Российской империи болезнь появилась в Оренбурге в 1829 году в результате заноса бухарским караваном. Опасаясь холеры, оренбургский губернатор направил навстречу ему чиновника для особых поручений с несколькими сотнями казаков. На границе караван остановили, после чего чиновник заставил купцов поклясться на Коране, что среди них нет больных. Потом от бухарцев потребовали, чтобы они бросали друг в друга куски шерсти и хлопка из распакованных тюков, а затем и пожевали хлопок и шерсть. Все это заставили купцов «закусить» сухофруктами и сладостями, которые были в караване. Проверки прошли успешно, караван пропустили, но в Оренбурге вскоре начались вспышки холеры.
Тем временем болезнь в 1830 году распространилась до стран Ближнего Востока. В Египте умерло до 150 тысяч жителей. Оттуда произошел новый занос в Российскую империю, в Астрахань командой военного брига из Ленкорани, потом вверх по Волге до Москвы. Огромное содействие распространению произошло через артели волжских бурлаков. Среди них было много скрывавшихся от преследований властей. В их понимании даже врачи были представителями администрации, от которых следовало прятаться. Паника возникла на Нижегородской ярмарке, где холера из-за традиционного скопления народа нашла отличные условия для своего распространения. «Ужас разлился по улицам. Много состоятельных людей оставило город, менее достаточные пытались, по крайней мере, запастись продовольствием на полтора месяца; цена на потребности жизни поднялась. На следующий день не видно было ни одного экипажа, ворота были повсюду заперты…»
В Центральную и Западную Европу холера распространилась в 1831 году. В Лондоне погибло 6 536 жителей, во Франции — около 200 тысяч. В следующем году французские колониальные войска занесли холеру в Африку, а эмигранты — в Северную Америку и Австралию. После того как 30 тысяч человек в Великобритании умерли от холеры в 1831—1832 гг., нью-йоркская власть выдала в июне 1832 года распоряжение о том, что ни один корабль не может приблизиться на 300 ярдов к любому доку, если его капитан подозревает или знает о случаях холеры на борту. Однако болезнь прорвалась в город, погибло около 3 500 из 250 000 жителей города, прежде чем холера поутихла в сентябре. Пандемия распространилась на все континенты.

### В Российской империи
Во время польского восстания 1830—1831 гг. только в российской армии от холеры погибло более 12 тысяч военных. В Российской империи за два года переболело холерой 466 457 жителей, умерло 197 069.
Во время второй пандемии холера в 1830 году была впервые занесена на Украину. Её распространению способствовала русско-турецкая война, когда войско начало возвращаться с боевых действий. Холера достигла своего апогея на Украине в 1831 году. Точных данных о заболеваемости и смертности нет, но известно, например, что в небольшом селе Подосах на Бердычевщине, от холеры ежедневно умирало до 8 человек. По состоянию на середину лета 1831 года, от холеры умерло не менее 26 946 человек.
Во многих городах Российской империи возникали «холерные» бунты, поводом к которым было установление строгих карантинно-полицейских мероприятий. Николай Гоголь писал в 1831 году из Петербурга Василию Жуковскому в Царское село: «… карантины превратили эти 24 версты [к вам] в дорогу из Петербурга на Камчатку». Александр Пушкин записал в дневнике за 26 июля 1831 года следующее:

Едва успел я приехать, как узнаю, что около меня оцепляют деревни, учреждаются карантины. Народ ропщет, не понимая строгой необходимости и предпочитая зло неизвестности и загадочное непривычному своему стеснению. Мятежи вспыхивают то здесь, то там.
<…>
В прошлом году карантины остановили всю промышленность, заградили путь обозам, привели в нищету подрядчиков и извозчиков, прекратили доходы крестьян и помещиков и чуть не взбунтовали 16 губерний…. Несколько мужиков с дубинами охраняли переправу через какую-то речку. Я стал расспрашивать их. Ни они, ни я хорошенько не понимали, зачем они стояли тут с дубинами и с повелением никого не пускать. Я доказывал им, что, вероятно, где-нибудь да учрежден карантин, что я не сегодня, так завтра на него наеду, и в доказательство предложил им серебряный рубль. Мужики со мной согласились, перевезли меня и пожелали многие лета.

Приобрело значительное распространение взяточничество среди карантинных чиновников. За взятку можно было сократить время пребывания в изоляции с 2-х недель до всего двух часов. А. Пушкин тогда же записал в своем дневнике: «Злоупотребления неразлучны с карантинными постановлениями, которых не понимают ни употребляемые на то люди, ни народ…»

## Холерные беспорядки
Беспорядки, подобные российским, происходили в 1830-х годах в Венгрии, где народ подозревал в вспышках холеры отравления. Хлорную известь, которую употребляли для дезинфекции, люди признали за яд и заставили врачей её глотать для доказательства безвредности.
В июле 1831 года крупнейшее крестьянское восстание в XIX веке произошло в Восточной Словакии. Поводом к нему послужила холера. Санитарные меры правительства Австрийской империи (запрет на торговлю, передвижение населения, хлорирование воды и т. д) породили слухи, что «господа травят простой народ». Восстание вспыхнуло в Кошице, затем распространилось на районы Земплин и Шариш. В нём участвовало около 40 тысяч человек. Только к ноябрю того же года оно было с большими трудностями и жертвами подавлено регулярными имперскими войсками.
В 1832 году в Бирмингеме разнесся слух, что хоронят ещё живых людей, больных холерой. Толпа бросилась на кладбище, разрывали могилы, переломали гробы и убили несколько человек, заподозренных в воображаемом преступлении. В тот же год в Манчестере тысячи людей собрались в одно утро на улице, среди толпы несли на носилках обезглавленный труп ребёнка, у которого врач отрезал голову для анатомических исследований. Толпа горожан считала, что ребёнка убили врачи холерного госпиталя, и собирались его разрушить. Бунт был подавлен войсками.